# ディスクール
ディスクール（フランス語: discours）は、言語・文化・社会を論じる際の専門用語としては、「書かれたこと」や「言われたこと」といった、言語で表現された内容の総体を意味する概念である。日本語では意訳して言説（げんせつ）の語を当てることが多い。

## 概要
当初は言語学において考え出された概念であったが、ミシェル・フーコーの『言葉と物』および『知の考古学』を経て、哲学や社会学でも用いられるようになった。批評用語としての「ディスクール」はフーコーが託した意味を引き継いで使われることが多く、単なる言語表現ではなく、制度や権力と結びつき、現実を反映するとともに現実を創造する言語表現であり、制度的権力のネットワークとされる。
フランス語における意味は物事や考えを言葉で説明することであり、フランス語の普通名詞としては「演説」「論述」などの意味も持つ。しかし、日本語において「ディスクール」が使われる場合は、ミシェル・フーコー的な「言語表現の総体」を意味することが多い。
フーコーによれば、言語によってなされた個々の表現は「エノンセ」（énoncé、言表）と呼ばれ、ディスクールはこのエノンセの総体である。そしてディスクールは、無意識のうちに制度や権力と不可分に結びついており、抑圧・排除・差別などといった制度的権力の構図を内包している。また、ディスクール自体は多くの人間による言表の集合であるために個々の言表における作品性や著作性といった要素はあまり問題とされない。これに対してユルゲン・ハーバーマスは、「理想的な対話状況」によって権力性を切り離すことが可能であると説いた。またエドワード・サイードは、「オリエンタリズムに関しては」という限定の上ではあるが、ディスクールに著作家自身の特徴を見て取れると著書『オリエンタリズム』で主張している。